# 東吳大學圖書館
東吳大學圖書館（英語：Soochow University Library）是東吳大學之大學圖書館，總館設於外雙溪校區總圖書館，另於城中校區設城區分館。
目前館藏截至2018年10月15日統計，約有90萬冊圖書館藏（含中/西文圖書、期刊合訂本）、電子資源（含資料庫、電子書、期刊）170萬冊、非書資料（含微縮資料、地圖、樂譜）20萬種、現期書報898種，另有校內碩/博士論文、參考資料等提供館內閱覽。並與優久聯盟、八芝連圖書館館際合作組織、北一區區域教學資源中心等學校圖書館提供館際合作服務，且與中央研究院相關附屬圖書館、國立台灣大學、國立政治大學、國立臺灣師範大學、國立清華大學、國立交通大學及國立台北大學等多所學術機構、大學圖書館簽訂圖書互借協議。

## 歷史沿革
- 1951年 東吳大學以「東吳補習學校」名義於臺北市漢口街在台復校，圖書館多仰賴校友贈書，藏書不過四千冊。
- 1958年 校址由漢口街遷至外雙溪，於寵惠堂一間教室作為圖書室。
- 1959年 圖書室由寵惠堂改置於學生活動中心二樓，與禮堂合併使用。
- 1963年 圖書室改為圖書館，並從原屬教務處劃出，改直隸校長室。
- 1964年 安素堂、愛徒樓落成，愛徒樓整棟作為圖書館使用。地下室為流通台、書庫和閱覽室；一、二、三樓分別作為參考室、期刊室、閱覽室。
- 1971年 城中校區興建第一大樓（崇基樓），一、三樓分設法律中心圖書室與商學院圖書室提供閱覽服務，時圖書設備由亞洲基金會（英语：The Asia Foundation）經費支助設立。
- 1978年 外雙溪校區總館落成啟用，由端木愷校長命名中正圖書館，樓高九層，總面積約2200坪，為台灣第一所具備中央空調設備圖書館，並全面採用開架式書庫。
- 1981年 城中校區第二大樓（鑄秋大樓）竣工，第六、七兩層設為城區分館，以典藏法、商兩學院之資料。[3][4]
- 2020年 與優久聯盟淡江大學、銘傳大學共同導入Ex Libris（英语：Ex Libris Group）之Alma自動化系統，更新建置全國首套「三校圖書館雲端自動化系統」。

## 館藏特色
總館館藏以配合學校師生教學研究需要，主要藏文學、歷史學、哲學、社會科學、外國語言、理學等相關書籍，另設有珍貴圖書室，典藏珍貴線裝書，如故端木愷校長所贈舊藏；並闢張佛泉人權學程專區、陶晉生院士贈書專區與漫讀區等特色專區提供閱覽。城區分館館藏則以法學、商學之中、西文圖書、期刊為主。

## 服務項目
- 閱覽服務
- 學科服務
- 參考諮詢服務
- 資訊檢索服務
- 電子資源
- 非書資料
- 館際合作（跨館借書、文獻傳遞）
- 複印服務

## 歷任館長（主任）
| 任別 | 名字         | 任期           | 備註                 |
| ---- | ------------ | -------------- | -------------------- |
| 1    | 陸治洲       | 1962年以前     |                      |
| 2    | 張萬鵬       | 1962年以前     |                      |
| 3    | 袁坤祥       | 1962年－1963年 |                      |
| 4    | 姜文錦       | 1963年－1965年 |                      |
|      | 徐幼敏代主任 | 1965年－1969年 |                      |
| 5    | 盛子良       | 1969年－1971年 |                      |
| 6    | 王國璋       | 1971年－1972年 |                      |
| 7    | 俞雨娣       | 1972年－1983年 |                      |
| 8    | 王中一       | 1983年－2003年 |                      |
|      | 簡茂丁代理   | 2003年6月      |                      |
| 9    | 丁原基       | 2003年－2011年 | 中國文學系教授兼館長 |
|      | 張孝宣代理   | 2011年－2012年 |                      |
| 10   | 莊永丞       | 2012年－2013年 |                      |
| 11   | 謝文雀       | 2013年－2015年 |                      |
| 12   | 林聰敏       | 2015年－2020年 |                      |
| 13   | 李宗禾       | 2020年－現任   |                      |